# Iwan Beritaszwili
Iwan Sołomonowicz Beritaszwili (Beritow) (gruz. ივანე ბერიტაშვილი, ros. Иван Соломонович Бериташвили (Беритов), ur. 29 grudnia 1884?/10 stycznia 1885 w Kachetii, zm. 29 grudnia 1974 w Tbilisi) – gruziński i radziecki neurofizjolog. Twórca gruzińskiej szkoły fizjologicznej.

## Życiorys
Był jedenastym z dwunastki dzieci Sołomona Beritaszwiliego, kapłana w kościele Jana Chrzciciela. Uczył się najpierw w kościelnej szkole w Telawi, a potem w seminarium w Tyflisie. Od 1907 studiował nauki przyrodnicze na Uniwersytecie w Sankt Petersburgu. Na trzecim roku studiów zaczął pracować w laboratorium Wwiedenskiego. W 1911 roku ukończył studia. Dzięki rekomendacji Wwiedenskiego, od jesieni 1911 roku Beritaszwili pracował w Kazaniu w laboratorium Samoiłowa. W 1914 roku przebywał w Utrechcie w laboratorium Magnusa. Z wybuchem I wojny światowej musiał powrócić do Sankt Petersburga. W 1915 roku przeniósł się do Odessy i został starszym asystentem Zawiałowa na Uniwersytecie Noworosyjskim. W 1918 roku na zaproszenie Jawakaszwiliego organizował wydział fizjologii Uniwersytetu w Tbilisi. Od 1919 do 1961 wykładał na katedrze fizjologii tej uczelni. 
W 1921 roku opublikował pierwszy podręcznik fizjologii w języku gruzińskim, przetłumaczony potem na rosyjski. Był jednym z organizatorów Gruzińskiej Akademii Nauk i jej członkiem od 1941. Od 1939 członek Akademii Nauk ZSRR, od 1944 Akademii Nauk Medycznych ZSRR.
Laureat Nagrody Stalinowskiej w dziedzinie nauki i techniki (1941). Bohater Pracy Socjalistycznej (1964). Dwukrotny kawaler Orderu Lenina i Orderu Czerwonego Sztandaru Pracy.
Zmarł na zapalenie płuc 29 grudnia 1974 roku. Pochowany jest na dziedzińcu Uniwersytetu w Tbilisi.

## Wybrane prace
- Учение об основных элементах центральной координации скелетной мускулатуры. Petrograd: 1916. Brak numerów stron w książce
- Индивидуально-приобретенная деятельность центральной нервной системы. Tiflis: 1932. Brak numerów stron w książce
- Общая физиология мышечной и нервной системы. Moskwa: 1937. Brak numerów stron w książce
- О нервных механизмах пространственной ориентации высших позвоночных животных. Tbilisi: 1959. Brak numerów stron w książce
- Нервные механизмы поведения высших позвоночных животных. Moskwa: 1961. Brak numerów stron w książce
- Neural Mechanisms of Higher Vertebrate Behavior. Trans. & Ed. W.T. Liberson. Boston: Little Brown & Co, 1965. Brak numerów stron w książce
- Preparatory chapter: From the spinal coordination of movements to the psychoneural integration of behavior. „Ann Rev Physiol”. 28, s. 1-16, 1966.
- Об образной психонервной деятельности животных. Moskwa: 1966. Brak numerów stron w książce
- Память позвоночных животных, ее характеристика и происхождение. Tbilisi: 1968. Brak numerów stron w książce
- Concerning psychoneural activity of animals. W: A Handbook of Contemporary Soviet Psychology. Cole M, Maltzman I (ed.). NY-London: Basic Books, 1969. Brak numerów stron w książce
- Структура и функции коры большого мозга. Moskwa: 1969. Brak numerów stron w książce
- Vertebrate Memory: Characteristics and Origin. Trans. J. S. Barlow. NY: Plenum Press, 1971. Brak numerów stron w książce
- Phylogeny of memory development in vertebrates. W: Karczmar AG, Eccles JC (ed.): Brain and Behavior. New York: Springer-Verlag, 1972. Brak numerów stron w książce